# Brants boommuis
De Brants boommuis (Dendromus mesomelas)  is een zoogdier uit de familie van de Nesomyidae. De wetenschappelijke naam van de soort werd voor het eerst geldig gepubliceerd door Brants in 1827.